# Giv mig ej glans, ej guld, ej prakt
Giv mig ej glans, ej guld, ej prakt är en julpsalm av Zacharias Topelius diktad 1887. Den publicerades för första gången i Publicist-klubbens tidning JulQvällen och ingår i fjärde bandet av Zacharias Topelius' Samlade skrifter. Dikten presenterar "den åldrande skaldens syn på julens gåvor, änglavakt och frid, ljus, förtröstan, hopp och tro". Den tonsattes under namnet Julvisa av den då 30-årige Jean Sibelius 1895 (opus 1, nummer 4).
Den finska inledningen lyder "En etsi valtaa, loistoa" och visan publicerades på finska första gången 1909, möjligen i översättning av Martti Korpilahti, och togs med i den finska psalmboken 1986 i översättning av Niilo Rauhala från 1984. Sången hade dock hunnit bli mycket populär i den tidigare översättningen och det är i den versionen den i allmänhet sjungs bland finskspråkiga.
Svensk mediedatabas förtecknar nära 100 grammofoninspelningar av sången. Sången hör till de populäraste julsångerna i Finland.

## Publikation
- Julvisa i Topelius, Zacharias (1889). Sånger. 3, Ljung. Stockholm: Bonnier. sid. 232. Libris 38325
- Julvisa i Topelius, Zacharias (1905). Samlade skrifter. D. 4, Sånger, fjärde bandet:1879-1897. Helsingfors. sid. 99. Libris 502883'
- Finlandssvenska psalmboken som nr 510 i tillägget 1923 till 1886 års version under rubriken ”Julpsalmer”.
- Finlandssvenska psalmboken 1943 som nr 28 under rubriken ”Jul”.
- Frälsningsarméns sångbok 1968 som nummer 591 under rubriken ”Högtider - Jul”.
- Finlandssvenska psalmboken 1986 som nr 32 under rubriken ”Jul”.
- 1986 års psalmbok i Sverige som nummer 645, som en tvåspråkig psalm i två versioner under rubriken Från Finland.
- Virsikirja 1986 som nr 31 under rubriken ”Jul”.
- Psalmer och Sånger 1987 som nummer 491 under rubriken ”Kyrkoåret - Jul”.[5]
- Frälsningsarméns sångbok 1990 som nummer 722 under rubriken ”Kyrkoårets högtider, Jul”.
- Många profana sångböcker